# Paul Andrea
Paul Lawrence Andrea (né le 31 juillet 1941 à North Sydney en Nouvelle-Écosse au Canada) est un joueur professionnel de hockey sur glace,.

## Carrière en club
Il commence sa carrière en 1958-59 dans l'Association de hockey de l'Ontario - aujourd'hui Ligue de hockey de l'Ontario. Il joue alors pour les Biltmores de Guelph. En 1965 après différentes équipes de hockey canadienne, il rejoint la prestigieuse Ligue nationale de hockey et les Rangers de New York. Il ne joue cependant que quatre matchs dans la saison passant le plus clair de son temps dans la Ligue centrale professionnelle de hockey.
En 1967, la LNH décide de doubler le nombre de franchises jouant pour la Coupe Stanley et peu de temps après le repêchage, les Rangers échangent Andrea en compagnie de George Konik, Dunc McCallum et Frank Francis en retour de Larry Jeffrey aux Penguins de Pittsburgh. Faisant partie de la première équipe des Penguins, il joue une soixantaine de matchs pour 32 points.
Malheureusement pour lui, dès la saison suivante il ne joue plus beaucoup dans la LNH. En 1970, il rejoint les Golden Seals de la Californie puis quelque temps plus tard les Sabres de Buffalo.
En 1972, il quitte la LNH et rejoint la ligue concurrente : l'Association mondiale de hockey. Il signe alors pour la première saison de l'AMH avec les Crusaders de Cleveland. Avec les Crusaders, il a du temps de jeu pendant deux saisons mais par la suite, retourne jouer dans des équipes de ligues mineures. Il met fin à sa carrière en 1975.

### Trophées et honneurs personnels
- Sélectionné dans l'équipe type de la Ligue centrale professionnelle de hockey - 1965-66[3].
- Sélectionné dans la seconde équipe type de la Western Hockey League - 1969-70

## Statistiques
| Saison     | Équipe                        | Ligue      |     | Saison régulière | Saison régulière | Saison régulière | Saison régulière | Saison régulière |   | Séries éliminatoires | Séries éliminatoires | Séries éliminatoires | Séries éliminatoires | Séries éliminatoires |
| Saison     | Équipe                        | Ligue      | PJ  | B                | A                | Pts              | Pun              | PJ               | B | A                    | Pts                  | Pun                  |                      |                      |
| 1958-1959  | Biltmores de Guelph           | AHO        | 23  | 5                | 0                | 5                | 0                |                  |   |                      |                      |                      |                      |                      |
| 1959-1960  | Biltmores de Guelph           | AHO        | 48  | 11               | 20               | 31               | 0                |                  |   |                      |                      |                      |                      |                      |
| 1960-1961  | Royals de Guelph              | AHO        | 48  | 29               | 33               | 62               | 0                |                  |   |                      |                      |                      |                      |                      |
| 1960-1961  | Beavers de Kitchener-Waterloo | EPHL       | 2   | 0                | 0                | 0                | 0                |                  |   |                      |                      |                      |                      |                      |
| 1961-1962  | Canucks de Vancouver          | WHL        | 24  | 4                | 1                | 5                | 0                |                  |   |                      |                      |                      |                      |                      |
| 1961-1962  | Beavers de Kitchener-Waterloo | EPHL       | 16  | 4                | 0                | 4                | 8                | 7                | 2 | 2                    | 4                    | 2                    |                      |                      |
| 1962-1963  | Wolves de Sudbury             | EPHL       | 28  | 9                | 10               | 19               | 8                | 8                | 2 | 1                    | 3                    | 4                    |                      |                      |
| 1963-1964  | Rangers de Saint-Paul         | LCPH       | 71  | 27               | 30               | 57               | 12               | 11               | 2 | 2                    | 4                    | 2                    |                      |                      |
| 1964-1965  | Rangers de Saint-Paul         | LCPH       | 65  | 25               | 39               | 64               | 8                | 11               | 3 | 4                    | 7                    | 0                    |                      |                      |
| 1965-1966  | Rangers du Minnesota          | LCPH       | 64  | 37               | 43               | 80               | 12               | 7                | 1 | 3                    | 4                    | 2                    |                      |                      |
| 1965-1966  | Rangers de New York           | LNH        | 4   | 1                | 1                | 2                | 0                |                  |   |                      |                      |                      |                      |                      |
| 1966-1967  | Knights d'Omaha               | LCPH       | 69  | 37               | 46               | 83               | 22               | 12               | 6 | 7                    | 13                   | 2                    |                      |                      |
| 1967-1968  | Penguins de Pittsburgh        | LNH        | 65  | 11               | 21               | 32               | 2                |                  |   |                      |                      |                      |                      |                      |
| 1968-1969  | Penguins de Pittsburgh        | LNH        | 25  | 7                | 6                | 13               | 2                |                  |   |                      |                      |                      |                      |                      |
| 1968-1969  | Wranglers d'Amarillo          | LCH        | 47  | 23               | 29               | 52               | 22               |                  |   |                      |                      |                      |                      |                      |
| 1969-1970  | Canucks de Vancouver          | WHL        | 72  | 44               | 47               | 91               | 13               | 11               | 5 | 7                    | 12                   | 6                    |                      |                      |
| 1970-1971  | Golden Seals de la Californie | LNH        | 9   | 1                | 0                | 1                | 2                |                  |   |                      |                      |                      |                      |                      |
| 1970-1971  | Sabres de Buffalo             | LNH        | 47  | 11               | 21               | 32               | 4                |                  |   |                      |                      |                      |                      |                      |
| 1971-1972  | Swords de Cincinnati          | LAH        | 69  | 14               | 58               | 72               | 18               | 10               | 5 | 6                    | 11                   | 6                    |                      |                      |
| 1972-1973  | Crusaders de Cleveland        | AMH        | 66  | 21               | 30               | 51               | 12               | 9                | 2 | 8                    | 10                   | 2                    |                      |                      |
| 1973-1974  | Barons de Jacksonville        | LAH        | 8   | 1                | 3                | 4                | 2                |                  |   |                      |                      |                      |                      |                      |
| 1973-1974  | Crusaders de Cleveland        | AMH        | 69  | 15               | 18               | 33               | 14               | 5                | 1 | 0                    | 1                    | 0                    |                      |                      |
| 1974-1975  | Oilers de Tulsa               | LCH        | 9   | 5                | 1                | 6                | 0                |                  |   |                      |                      |                      |                      |                      |
| 1974-1975  | Codders de Cape               | NLAH       | 33  | 8                | 32               | 40               | 26               | 4                | 0 | 4                    | 4                    | 0                    |                      |                      |
| Totaux AMH | Totaux AMH                    | Totaux AMH | 135 | 36               | 48               | 84               | 26               | 14               | 3 | 8                    | 11                   | 2                    |                      |                      |
| Totaux LNH | Totaux LNH                    | Totaux LNH | 150 | 31               | 49               | 80               | 10               |                  |   |                      |                      |                      |                      |                      |